# مونت ألكساندر (كيبك)
مونت ألكساندر (بالإنجليزية: Mont-Alexandre, Quebec)‏ هي unorganized area of Canada تقع في كندا في Le Rocher-Percé Regional County Municipality. يقدر عدد سكانها بـ 0 نسمة ومساحتها 1,791.80 كم2 .